# Jean Froissart
Jean Froissart, o Jehan Froissart (Valenciennes, 1337 circa – Chimay, 1410 circa), è stato uno storico francese, considerato fra i più importanti del Medioevo.
Per secoli, le Chroniques di Froissart sono state riconosciute come la massima espressione del rinascimento cavalleresco dell'Inghilterra e della Francia del XIV secolo. La sua opera è anche una delle fonti più importanti riguardo alla prima metà della guerra dei cent'anni. Delle guerre del XIV secolo, Froissart colse soprattutto gli aspetti cavallereschi, celebrando il valore e l'ideale d'onore e si mise in luce per lo stile da imagier.

## Biografia
Poco si conosce riguardo alla vita di Froissart, e quel poco si ricava dalle sue opere. Nacque a Valenciennes, in quella che allora era la contea di Hainaut; i suoi scritti indicano che probabilmente suo padre era un pittore di insegne araldiche. Froissart si impiegò inizialmente nel commercio, poi entrò a far parte del clero.
Verso i 24 anni si diede alla poesia ed entrò alla corte di Filippa di Hainaut, consorte di Edoardo III d'Inghilterra.
Le memorie relative al periodo al servizio di Filippa, tra 1361 e 1369, furono raggruppate, insieme al resoconto di altri avvenimenti di cui fu testimone, nel primo libro delle sue Chroniques.
Viaggiò in Inghilterra, Scozia, Galles, Francia, Fiandre e Spagna, raccogliendo materiale per la sua cronaca. Fu presente a Milano al matrimonio tra Lionello Plantageneto, figlio di Filippa, e Violante Visconti, figlia di Galeazzo II Visconti. Al matrimonio erano presenti anche altri grandi scrittori dell'epoca, come Geoffrey Chaucer e Francesco Petrarca.
Dopo la pubblicazione del primo libro, e dopo la morte di Filippa, Froissart godette della protezione di Giovanna di Brabante, e di altri potenti.
Ebbe in ricompensa il beneficio ecclesiastico di Estinnes, un villaggio nei pressi di Binche; divenne poi canonico della chiesa collegiata dei Ss Pietro e Paolo di Chimay, liberandosi così da preoccupazioni finanziarie per poter intraprendere nuovi viaggi di studio.
Tornò in Inghilterra nel 1395 ma sembrò deluso dai cambiamenti avvenuti dal suo ultimo viaggio, cambiamenti che considerava la fine della cavalleria. La data precisa e le circostanze della sua morte sono sconosciute; sembra abbia trascorso l'ultima parte della sua vita all'abbazia di Sainte-Monégonde di Chimay.

## Opere
- Chroniques

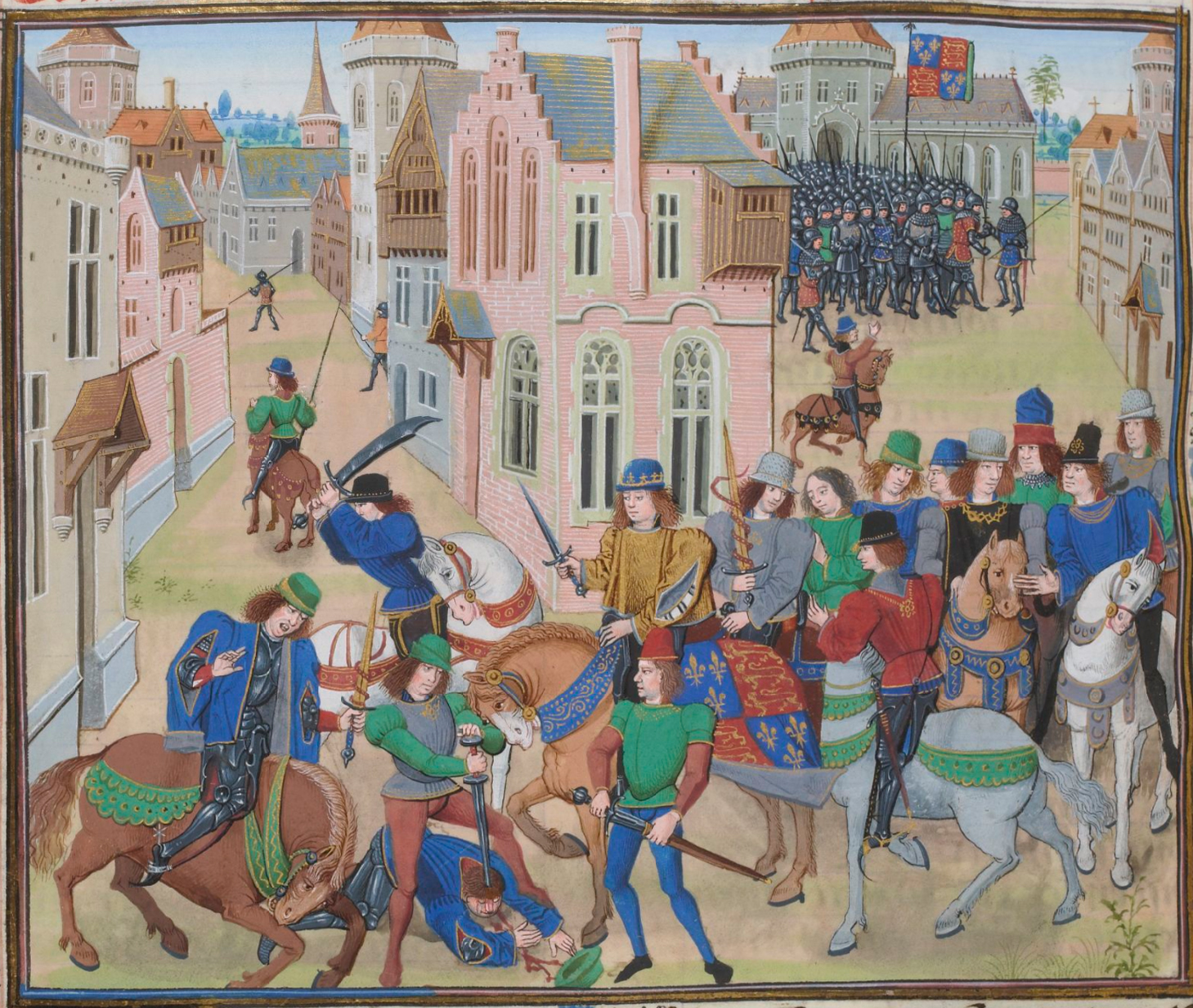
La morte di Wat Tyler (miniatura dalle Chroniques)

- Dits et débats (Le Temple d'Honneur, Le joli Mois de Mai, Le dit de la Marguerite, Le Dit dou Bleu Chevalier, le Débat dou Cheval et dou Lévrier, Le dit dou Florin, La Plaidoirie de la Rose et de la Violette)
- Le paradis d'amour
- L'orloge amoureus
- Lais amoureus et de Nostre Dame
- Pastourelles
- La Prison amoureuse
- Ballades
- Virelais
- Rondeaux